# Hoogfrequent weerstandlassen
Hoogfrequent weerstandlassen (Engels: high frequency pressure welding of HF resistance welding) is een lastechniek die sterke overeenkomsten heeft met inductielassen. Hierbij wordt er geen elektrisch contact gemaakt, terwijl dat bij HF weerstandlassen wel het geval is.

## Kenmerken
Bij dit lasproces wordt gebruikgemaakt van het z.g. 'skineffect', waarbij hoogfrequente stroom zich voornamelijk concentreert op het oppervlak van de geleider. Door de frequentie te variëren kan nauwkeurig de smeltdiepte worden bepaald.

## Proces
Het lasproces wordt alleen in geautomatiseerde processen toegepast. Via twee (koperen) sleepkontakten aan weerszijden van de las wordt de hoogfrequent stroom op het werkstuk overgebracht. Op de overgang van de lasnaad, waar de weerstand het hoogst is, smelt het materiaal en wordt tegen elkaar gedrukt, bijvoorbeeld door middel van aandrukrollen.
De gebruikte frequentie ligt in de orde van enkele honderden kHz.

## Toepassingen
- Fabricage van metalen buis door het dichtlassen van rondgebogen metalen strips. Dit is een volledig geautomatiseerd proces dat erg snel kan verlopen doordat veel energie op een klein punt gefocusseerd kan worden, zodat de randen van de strip in een continu proces smelten en tegen elkaar geduwd kunnen worden.

## Voor- en nadelen

### Voordelen
- Snel lasproces.
- Geschikt voor veel metaalsoorten.
- Zeer mooie en sterke las.
- Relatief weinig warmte-inbreng, dus weinig temperatuurvervormingen.
- Zeer geschikt voor automatisering.
- Doorgaans geen beschermgas of andere toevoegmaterialen nodig.
- Geen spatten, geen lawaai, geen rook of giftige dampen.

### Nadelen
- De te lassen oppervlakken moeten zeer goed vlak zijn en op elkaar aansluiten om een gelijkmatige las te verkrijgen.
- De apparatuur is zeer kostbaar (tienduizenden euro's); de investering verdient zich alleen terug door hoge productiesnelheid en lage personeelskosten.
- Zeer specifiek proces dat nauwkeurige instelling van de lasparameters (frequentie, transportsnelheid, plaatsing van de sleepkontakten) behoeft.